# Cicârd
Cicârd – wieś w Rumunii, w okręgu Alba, w gminie Lopadea Nouă. W 2011 roku pozostawała niezamieszkana.